# Diocesi di Dora
La diocesi di Dora (in latino Dioecesis Doritana seu Dorensis) è una sede soppressa del patriarcato di Gerusalemme e una sede titolare della Chiesa cattolica.

## Storia
Dora, identificabile con il villaggio di Tantura nei pressi di Zikhron Ya'aqov nell'odierno Israele, è un'antica sede vescovile della provincia romana della Palestina Prima nella diocesi civile d'Oriente. Faceva parte del Patriarcato di Gerusalemme ed era suffraganea dell'arcidiocesi di Cesarea.
Sono cinque i vescovi noti di questa antica diocesi palestinese. Il primo è Fido, nipote dell'omonimo vescovo di Joppe, che fu eletto vescovo alla fine del 484 o all'inizio del 485. Barachio prese parte al concilio di Gerusalemme del 518. Giovanni prese parte al concilio di Gerusalemme del 536. Stefano fu inviato da Sofronio di Gerusalemme a Roma per combattere il monotelismo; in questa occasione assistette al sinodo del Laterano del 649 dove fece una relazione sul cristianesimo in Palestina. Un'iscrizione mosaicata trovata in sito documenta l'esistenza nel VI secolo del vescovo Acacio, sotto la cui autorità fu rifatto, al suo tempo, il pavimento di una chiesa.
Dal XVIII secolo Dora è annoverata tra le sedi vescovili titolari della Chiesa cattolica. Dal 1877 al 1980 il titolo di Dora è stato appannaggio dei prelati di Ciudad Real. La sede è vacante dal 4 febbraio 1980, giorno in cui la prelatura territoriale di Ciudad Real è stata elevata a diocesi.

## Cronotassi

### Vescovi greci
- Fido † (circa 484 - circa 518 deceduto)
- Barachio † (menzionato nel 518)
- Giovanni † (menzionato nel 536)
- Acacio † (VI secolo)
- Stefano † (menzionato nel 649)

### Vescovi titolari
- Teodorico † (? deceduto)
- Pedro de Azquaray, O.F.M. † (20 giugno 1384 - 13 ottobre 1389 nominato vescovo del Marocco)
- Juan Diego, O.F.M. † (13 ottobre 1389 - ?)
- Pierre de Landri, O.F.M. † (13 gennaio 1440 - ?)
- Antonio † (14 luglio 1447 - ?)[3]
- Imrich Esterházi † (23 luglio 1725 - 29 maggio 1741 nominato vescovo di Nitra)
- Jean Jacques (Johann Jakob) Lantz † (3 aprile 1786 - 6 gennaio 1799 deceduto)
- Mauro Paolo Giuseppe Antonino Michele Maria Mari, O.S.B. † (26 marzo 1804 - dicembre 1814 deceduto)
- Antonio de Simone † (28 settembre 1849 - 18 marzo 1858 nominato arcivescovo titolare di Eraclea di Europa)
- Anthony O'Regan † (6 luglio 1858 - 13 novembre 1866 deceduto)
- Giovanni Maria Maioli † (6 marzo 1871 - 29 luglio 1872 nominato vescovo di Urbania e Sant'Angelo in Vado)
  - Franciscus de Paula Reyes † (16 gennaio 1874 - ?) (vescovo eletto)
- Victoriano Guisasola y Rodríguez † (29 settembre 1876 - 27 marzo 1882 nominato vescovo di Orihuela)
- Antonio María Cascajares y Azara † (27 marzo 1882 - 27 marzo 1884 nominato vescovo di Calahorra e La Calzada)
- José María Rancés y Villanueva † (10 giugno 1886 - 28 novembre 1898 nominato vescovo di Cadice e Ceuta)
- Casimiro Piñera y Naredo † (28 novembre 1898 - 28 agosto 1904 deceduto)
- Remigio Gandásegui y Gorrochátegui † (27 marzo 1905 - 28 maggio 1914 nominato vescovo di Segovia)
- Francisco Javier de Irastorza Loinaz † (11 luglio 1914 - 27 giugno 1922 nominato vescovo di Orihuela)
- Beato Narciso de Esténaga y Echevarría † (14 dicembre 1922 - 22 agosto 1936 deceduto)
- Emeterio Echeverria Barrena † (29 dicembre 1942 - 25 dicembre 1954 deceduto)
- Juan Hervás y Benet † (14 marzo 1955 - 30 settembre 1976 nominato vescovo titolare di Alinda)
- Rafael Torija de la Fuente † (30 settembre 1976 - 4 febbraio 1980 nominato vescovo di Ciudad Real)